# Liste du patrimoine mondial au Niger
Cet article recense les sites inscrits au patrimoine mondial au Niger.

## Statistiques
Le Niger accepte la Convention pour la protection du patrimoine mondial, culturel et naturel le 23 décembre 1974. Le premier site protégé est inscrit en 1991.
En 2015, le Niger compte 3 sites inscrits au patrimoine mondial, 1 culturel et 2 naturels. 
Le pays a également soumis 19 sites à la liste indicative, 9 culturels, 6 naturels et 4 mixtes.

## Listes

### Patrimoine mondial
Les sites suivants sont inscrits au patrimoine mondial.
| Site                                      | Département  | Type                      | Date      | Superficie (ha) | Lien | Notes                                                                              | Coordonnées                      | Illus. |
| ----------------------------------------- | ------------ | ------------------------- | --------- | --------------- | ---- | ---------------------------------------------------------------------------------- | -------------------------------- | ------ |
| Centre historique d'Agadez                | Tchirozérine | Culturel, (ii), (iii)     | 2013      | 78              | 1268 |                                                                                    | 16° 58′ 26″ nord, 7° 59′ 28″ est |        |
| Complexe W-Arly-Pendjari                  | Say          | Naturel, (ix), (x)        | 1996 2017 | 1 494 831       | 749  | Extension en 2017 à Arly (Burkina Faso) et au parc national de la Pendjari (Bénin) | 12° 21′ nord, 2° 21′ est         |        |
| Réserves naturelles de l'Aïr et du Ténéré | Arlit        | Naturel, (vii), (ix), (x) | 1991      | 7 736 000       | 573  | En péril                                                                           | 18° nord, 9° est                 |        |

### Liste indicative
Les sites suivants sont inscrits sur la liste indicative.
| Site                                                                 | Département                                       | Type                           | Date | Superficie (ha) | Lien | Notes                                    | Coordonnées                       | Illus. |
| -------------------------------------------------------------------- | ------------------------------------------------- | ------------------------------ | ---- | --------------- | ---- | ---------------------------------------- | --------------------------------- | ------ |
| Itinéraires culturels du désert du Sahara : route du Sel             | Tchirozérine                                      | Culturel                       | 2006 |                 | 5043 |                                          | 19° 00′ 00″ nord, 13° 10′ 01″ est |        |
| La réserve naturelle nationale de l'Aïr et du Ténéré                 | Arlit, Tchirozérine                               | Culturel                       | 2006 |                 | 5055 |                                          | 19° 05′ 02″ nord, 9° 31′ 30″ est  |        |
| La vieille ville de Zinder, quartier de Birni et le Sultanat         | Mirriah                                           | Culturel                       | 2006 |                 | 5040 |                                          | 13° 46′ 59″ nord, 9° 00′ 00″ est  |        |
| Le site de Lougou                                                    | Dosso                                             | Culturel (vii)                 | 2006 |                 | 5046 |                                          | 13° 52′ 01″ nord, 4° 13′ 59″ est  |        |
| Les mosquées en terre de la région de Tahoua                         | Tahoua                                            | Culturel                       | 2006 |                 | 5042 |                                          | 14° 21′ 36″ nord, 5° 29′ 56″ est  |        |
| Palais du Zarmakoye de Dosso                                         | Dosso                                             | Culturel                       | 2006 |                 | 5041 |                                          | 13° 02′ 53″ nord, 3° 11′ 49″ est  |        |
| Parc national du W, sites archéologiques                             | Say                                               | Culturel (i), (iii), (iv)      | 2006 |                 | 5054 |                                          | 12° 30′ nord, 2° 30′ est          |        |
| Plateau et fortin du Djado                                           | Tchirozérine                                      | Culturel                       | 2006 |                 | 5044 |                                          | 18° 51′ 00″ nord, 9° 31′ 30″ est  |        |
| Site archéologique de Bura                                           | Téra                                              | Culturel                       | 2006 |                 | 5045 |                                          | 13° 49′ 59″ nord, 0° 30′ 00″ est  |        |
| L'ensemble des forêts protégées de la région d'Agadez                | Tchirozérine                                      | Naturel (vii), (x)             | 2006 |                 | 5050 |                                          | 17° 44′ 35″ nord, 8° 02′ 28″ est  |        |
| Mare d'Ounsolo ou N'Solo                                             | Téra                                              | Naturel (ix)                   | 2006 |                 | 5051 |                                          | 14° 00′ 00″ nord, 5° 50′ 02″ est  |        |
| Massif de Termit                                                     | Gouré , N'Guigmi                                  | Naturel (vii)                  | 2006 |                 | 5048 |                                          | 16° 05′ 02″ nord, 13° 00′ 00″ est |        |
| Partie nigérienne du lac Tchad                                       | N'Guigmi                                          | Naturel (vii)                  | 2006 |                 | 5052 |                                          | 14° 15′ 00″ nord, 13° 19′ 59″ est |        |
| Réserve de faune de Gadabedji                                        | Dakoro                                            | Naturel (ix)                   | 2006 |                 | 5049 |                                          | 15° 10′ 30″ nord, 7° 10′ 01″ est  |        |
| Zone Girafe                                                          | Kollo, Boboye, Filingué                           | Naturel (ix)                   | 2006 |                 | 5047 |                                          | 13° 20′ 46″ nord, 2° 41′ 46″ est  |        |
| Gisements des dinosauriens                                           | Tchirozérine                                      | Mixte (ix)                     | 2006 |                 | 5056 |                                          | 16° 30′ nord, 8° 00′ est          |        |
| La forêt classée, le lac de Madarounfa et les tombeaux des 99 saints | Madarounfa                                        | Mixte (vii)                    | 2006 |                 | 5057 |                                          | 13° 18′ 47″ nord, 7° 09′ 04″ est  |        |
| Le fleuve Niger, les îles et la vallée                               | Tillabéri, Niamey, Téra, Kollo, Say, Boboye, Gaya | Mixte (vii), (ix)              | 2006 |                 | 5053 | Kandaji, Koutougou (Togo)                |                                   |        |
| Paysage culturel du Lac Tchad (Niger)                                | Diffa, N'Guigmi                                   | Mixte (ii), (iii), (vii), (ix) | 2018 |                 | 6359 | Avec le Cameroun, le Nigeria et le Tchad | 13° 56′ nord, 13° 24′ est         |        |